# Tragopogon marginifolius
Tragopogon marginifolius là một loài thực vật có hoa trong họ Cúc. Loài này được Pavlov miêu tả khoa học đầu tiên năm 1938.